# Anne-Catherine de Ligniville Helvétius
Pour les articles homonymes, voir Helvétius.
Anne-Catherine de Ligniville d'Autricourt, née le 23 juillet 1722 à Nancy et morte le 12 août 1800 à Auteuil, est une salonnière française. Elle fut l'épouse du philosophe Claude-Adrien Helvétius.

## Biographie
Anne-Catherine de Ligniville appartenait à l’une des plus illustres maisons de Lorraine (de celles baptisées « grands chevaux de Lorraine »). Elle est la fille de Jean-Jacques de Ligniville, chambellan du duc de Lorraine Léopold Ier et de Charlotte Élisabeth de Soreau d'Houdemont (1700-1762), filleule de la duchesse de Lorraine, née Élisabeth-Charlotte d'Orléans, nièce du roi de France Louis XIV.
Apparentée à Jacques Callot, elle est aussi la petite-cousine de Françoise de Graffigny, qui offrit de prendre soin d’elle, la mena, avec son aînée, à Paris, où elle lui fit rencontrer Turgot, qui la surnommera « Minette », et le philosophe et fermier général Helvétius.
Le 15 août 1751, elle épousa Helvétius à Paris, par contrat de mariage ; il renonce pour elle à sa charge de fermier général. 
Le couple a quatre enfants, dont Élisabeth Charlotte (1752-1799), qui épouse en 1772 Alexandre François, comte de Mun, marquis de Sarlabous, et Geneviève Adélaïde (1754-1847), qui épouse, en 1772, le comte d'Andlau. Ce dernier, élu député de la noblesse aux états généraux de 1789, prendra le parti du tiers état.

## Le salon
Madame Helvétius a tenu un salon où ont figuré, sur près de cinq décennies, de grandes figures des Lumières. 
Pendant onze ans, elle a animé le salon, ouvert par son mari rue Sainte-Anne en 1760, où se réunissaient, tous les mardis, pendant quatre mois de l'année, de nombreux amis dans des « déjeuners philosophiques ».
Veuve en 1772 , elle s'installa en son hôtel du 59, rue d'Auteuil, où elle tint un cénacle appelé « société d'Auteuil », qui comprenait, parmi les habitués, des femmes telles que Julie de Lespinasse ou Suzanne Necker, qui y voisinèrent avec des écrivains comme Fontenelle, Diderot, Chamfort, Duclos, Saint-Lambert, Marmontel, Roucher, Saurin, André Chénier ou encore Volney. 
Des penseurs brillants et hardis causeurs comme Condorcet, d’Holbach, Turgot, l’abbé Sieyès, l’abbé Galiani, Destutt de Tracy, l’abbé Beccaria, l’abbé Morellet, Buffon, Condillac ou l’abbé Raynal y figurèrent, aux côtés de scientifiques comme d’Alembert, Lavoisier, Cuvier ou Cabanis, à qui elle léguera sa maison. 
On y vit également des artistes comme le sculpteur Houdon, le baron Gérard et des personnalités de l’édition comme Charles-Joseph Panckoucke ou François-Ambroise Didot. 
Parmi les personnalités politiques qui fréquentèrent le salon d’Anne-Catherine Helvétius, on trouve Malesherbes, Talleyrand, Manon Roland et son mari Roland de la Platière, Thomas Jefferson,  Thomas Paine, Mirabeau, Pierre Daunou, Garat, Nicolas Bergasse, François Andrieux ou Napoléon Bonaparte et Franklin, qui la surnomma « Notre-Dame d'Auteuil » et la demanda en mariage.
Elle était aussi renommée pour son amour des animaux. À ses 18 chats angoras tenaient compagnie des chiens, des canaris et autres oiseaux. 

### L’incident entre Cabanis et Morellet
Le salon fut, en avril 1790, sous la Révolution, le lieu de la dispute survenue entre Cabanis et l’abbé Morellet, qui avait pris parti pour les propriétaires nobles de la région de Tulle dans un conflit qui les opposait au nouveau conseil municipal de la ville voisine de Brive. Le Mémoire des députés de la ville de Tulles rencontra l’opposition de Cabanis, qui était originaire de la région de Brive. Rejeté par La Roche et Cabanis, Morellet avait quitté le salon d’Anne-Catherine Helvétius, à qui il ne rendait plus visite que le matin. 

« C’est ainsi que s'est fermé pour moi un asile que je m’étais préparé pour ma vieillesse par des soins, une assiduité, un attachement, qui méritaient peut-être une autre récompense. »

Morte en 1800 à l'âge de 78 ans, elle est d'abord inhumée dans son jardin, puis sa dépouille est transférée au cimetière d'Auteuil en 1817.